# Pteromalus procerus
Pteromalus procerus är en stekelart som beskrevs av Graham 1969. Pteromalus procerus ingår i släktet Pteromalus och familjen puppglanssteklar.
Artens utbredningsområde är Sverige. Arten är reproducerande i Sverige. Inga underarter finns listade i Catalogue of Life.